# Bitwa pod Focșani
Bitwa pod Focșani – starcie zbrojne, które miało miejsce dnia 22 maja 1653 w trakcie wojny o tron mołdawski (1653).
Po wycofaniu się wojsk Jerzego Stefana na terytorium Hospodarstwa Wołoskiego, podążające jego śladem wojska kozacko-mołdawskie zajęły i spaliły miasteczko Focșani. W okolicy miasta po wołoskiej stronie rzeczki Milcov Wołosi pod wodzą wielkiego spatara Diicu Buicescu dysponowali znacznymi siłami składającymi się z oddziałów zaciężnych i milicji wołoskich, a także kilkuset Mołdawian. Łączne siły Diicu liczyły 9 tys. jazdy. Dnia 22 maja bitwę rozpoczęło starcie Wołochów z jazdą mołdawską ze straży przedniej wojsk Tymofieja Chmielnickiego oraz Bazylego Lupu. Podczas walki pozycje obu stron po obu stronach rzeczki przechodziły kilkakrotnie z rąk do rąk. Wreszcie piechocie mołdawskiej udało się zająć lewy brzeg rzeczki, jazda natomiast wyparła Wołochów z prawego brzegu, co umożliwiło przeprawę taboru kozackiego. Spowodowało to ucieczkę sił wołoskich, ściganych przez wojska kozacko-mołdawskie. Następnie siły Chmielnickiego i Lupu ruszyły na zachód dokonując licznych grabieży i niszcząc okoliczne tereny.